# فندق‌شکن (پرنده)
سرده فندق‌شکن (نام علمی: Nucifraga) نام یک سرده از تیره کلاغان است.
فندق‌شکن پرنده‌ای است کمی بزرگتر از جیجاق، البته نوکی بسیار بزرگتر دارد. غذای فندق‌شکن‌ها بیشتر دانه انواع کاج است و در مناطقی که کاج کم باشد، فندق غذای اصلی آن‌ها است. سرده فندق‌شکن دو گونه دارد به نام‌های فندق‌شکن خالدار و فندق‌شکن کلارک. فندق‌شکن کلارک در غرب آمریکای شمالی زندگی می‌کند. پرنده دیگری به نام فندق‌شکن کشمیری که خال‌های بزرگی دارد گاه گونه‌ای جدا و گاه زیرگونه‌ای از فندق‌شکن خالدار به‌شمار می‌آید.